# 산바
산바(三板)는 오키나와 제도의 타악기이다. 악기 이름 자체는 "세 개의 석판" 또는 "세 개의 판자/판자"를 의미하며, 세 개의 흑단 조각 또는 기타 나무 조각이 끈으로 묶여져 있다. 캐스터네츠와 유사한 다양한 클릭 소리를 낸다. 한 손의 손가락 사이에 파편을 놓고 다른 손으로 나무 조각을 함께 튕겨서 연주한다. 음악 장르에 따라 느리거나 빠른 리듬으로 연주할 수 있다. 오키나와 민요에서 자주 들을 수 있는 소리이다.